# Selca kod Starog Grada
Selca kod Starog Grada falu Horvátországban, Split-Dalmácia megyében. Közigazgatásilag Stari Gradhoz tartozik.

## Fekvése
Splittől légvonalban 39 km-re délre, Stari Grad városától légvonalban 3, közúton 6 km-re délnyugatra, a Hvar-sziget nyugati részén, egy a tenger fölé emelkedő dombon fekszik. Olajfaültetvények és fenyőerdő övezi, emellett fő terményei a levendula és a rozmaring. Kőből épített régi házainak nagy része elhagyatott, lepusztult állapotban áll, de néhányat új tulajdonosai szépen felújítottak. 

## Története
1857-ben 97, 1910-ben 172 lakosa volt. A település 1918-ban az új szerb-horvát-szlovén állam, majd később Jugoszlávia része lett. A fiatalok elvándorlása következtében az 1930-as évek óta lakossága folyamatosan csökken. A falut lényegében már csak a turizmus tartja életben. 2011-ben a településnek 17 állandó lakosa volt. Bár állandó lakossága kevés, az utóbbi időben a nyári szezonban mégis felélénkül itt az élet mivel az érintetlen környezet és a táj szépségei (a Starogrojska-öböl és Kabal-félsziget) vonzzák az erre vágyó turistákat. 

## Népesség
| Lakosság változása | Lakosság változása | Lakosság változása | Lakosság változása | Lakosság változása | Lakosság változása | Lakosság változása | Lakosság változása | Lakosság változása | Lakosság változása | Lakosság változása | Lakosság változása | Lakosság változása | Lakosság változása | Lakosság változása | Lakosság változása |
| ------------------ | ------------------ | ------------------ | ------------------ | ------------------ | ------------------ | ------------------ | ------------------ | ------------------ | ------------------ | ------------------ | ------------------ | ------------------ | ------------------ | ------------------ | ------------------ |
| 1857               | 1869               | 1880               | 1890               | 1900               | 1910               | 1921               | 1931               | 1948               | 1953               | 1961               | 1971               | 1981               | 1991               | 2001               | 2011               |
| 97                 | 0                  | 166                | 162                | 185                | 172                | 172                | 111                | 103                | 89                 | 80                 | 53                 | 41                 | 22                 | 20                 | 17                 |

(1869-ben lakosságát Stari Gradhoz számították.)